# بنك الأفكار

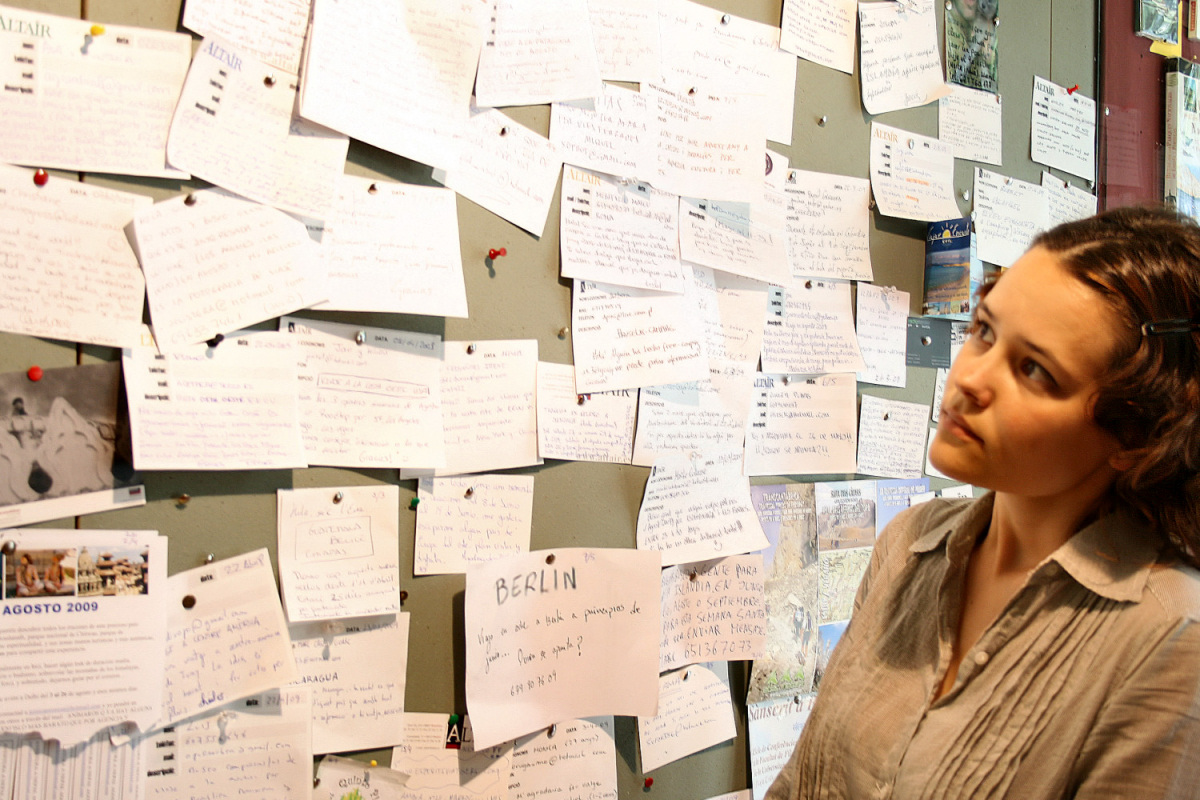

بنك الأفكار هو موقع ويب ينشر الأشخاص فيه أفكارًا جديدة ويتبادلونها ويناقشونها وينقحونها. تستخدم بعض بنوك الأفكار بغرض تطوير اختراعات أو تقنيات جديدة. فتجد العديد من الشركات تثبت بنك أفكار داخليًا لجمع مدخلات من موظفيها وتحسين عملية الافتكار. وتوظف بعض بنوك الأفكار نظام تصويت لتقدير قيمة فكرة. ومن الممكن أن تكون بعض بنوك الأفكار في بعض الأحيان للفكاهة أكثر من نظيراتها الجادة. وتبقى النظرية الأساسية لبنك الأفكار هي أنه إذا اجتمع عدد كبير من الأشخاص للتعاون في مشروع أو لتطوير فكرة ما، فإن هذا المشروع أو تلك الفكرة سيلقى الرضا في أعين من قاموا بالعمل من أجله.
يتم تقديم العديد من بنوك الأفكار مجانًا، أو تُعيّن لبعض الشركات بوجه عام لإعداد اختراعات جديدة. وعلى الرغم من تقديم الأفكار من قبل مجموعة من الأشخاص، إلاأنه من الممكن ظهور مشاكل عندما يأخذ الأشخاص تلك الأفكار من الموقع ويقومون بتطويرها. فليس هناك وسيلة ممكنة لإثبات أن الفكرة أصلية لبنك الأفكار ولم يتم أخذها من شيء آخر.
الواجهة الأمامية للابتكار مختلفة تمامًا عن باقي عملية الابتكار. فعندما يتم اكتشاف أفضل الأفكار، تتم إدارتها بنظام إدارة مشروعات موجه المراحل حيث يتم تحديد تدفق العمل. يشار للواجهة الأمامية للابتكار عادة بأنها "غامضة" لأنها تعمل جيدًا عندما يرعى نظام تعاوني الفوضى والخلل والاكتشاف التصادفي للأفكار. معظم الأفكار المقدمة خلال صندوق اقتراحات إلكتروني مقصورة على الابتكار الإضافي (فعل الأشياء بالطريقة التي لدينا دائما ولكن بشكل أفضل). لا يوجد ما يعيب الابتكار الإضافي، ففي الحقيقة تجد أن الأفكار التي تؤدي إلى مشروعات والتي هي ناتجة من الابتكار الإضافي تحصد عادة مكاسب إيرادات سريعة أو توفر في التكاليف. ولكن أغلب المنظمات تستخدم نظام إدارة أفكار تعاونيًا للحصول على ابتكار خارق أو جذري (الأفكار التي يمكن أن تعتبرها كـ "تفكير "ممتاز").
تستفيد الواجهة الأمامية للابتكار من خلال أداة تعاونية تمثل العمود الفقري لرعاية ثقافة الابتكار لمنظمة. ويمكن للجميع الدخول إلى هذا النظام، ونشر موضوعات اهتمام للمستخدمين الآخرين، والبحث عن المعلومات، والتعليق عليها، واكتشاف خبراء في المنظمة عند الحاجة، ونتيجة لذلك يتم إعلام الجميع جيدًا. وفي هذا السياق، تمثل الأداة التعاونية نظام إدارة معرفة وتكون شبيهة بالفيسبوك فيما عدا أن كل شخص يتكلم عن العمل. وبالطبع تقبل الأداة التعاونية أيضًا تقديم الأفكار. ويدير حل برنامج إدارة الأفكار هذه الأفكار من خلال السماح للآخرين بالتعليق عليها وتشكيلها وتجميعها مع الأفكار المشابهة (استخدام إمكانيات البحث عن التشابه الخاصة ببرنامج إدارة الأفكار) وقبول نوع من مخطط التصويت لتحديد قيمة الفكرة. سوف تستخدم الأنظمة الأفضل لبرامج إدارة الأفكار خوارزمية لقياس «حكمة الجماعة» التي تقيس نشاط نوع وسائط اجتماعية. في هذا الحالة، تجد أن ذلك يعني أنه تتم ترقية أفضل الأفكار تلقائيًا عندما تحصل على مزيج من أغلب التصويتات، والتعليقات، وأغلب التصويتات على التعليقات، ومعظم الآراء، وأكثر «القبول»، وأكثر التنبيهات، وأغلب الإشارات المرجعية، وأكثر الأفكار المشابهة المنشورة... كل ذلك مجتمعًا في صيغة رياضية لتحديد أي الأفكار أفضل كما قاستها مجموعة من الأفراد الذين تعاونوا في العمل على الأفكار.
تؤدي الأفكار غير المرغوب فيها عادة إلى ابتكار إضافي. وحتى تحصل على ابتكار جذري أو خارق، يحتاج نظام إدارة الأفكار الانغماس في بعض التوجيه الإستراتيجي من خلال إصدار التحديات (أو الحملات أو زرع الأفكار). وفي الحقيقة، تتم إدارة الارتباط التنظيمي المتنامي تصاعديًا لنظام إدارة الأفكار التعاوني قليلاً بواسطة بعض الإرشاد الإستراتيجي التنازلي. تقول الشركة «إننا سعداء لأنكم تتحادثون معًا، والآن قدموا لنا خدمة وتحدثوا عن ذلك...». وتسأل عن أفكار لمناقشة مشاكل كبيرة بالشركة، على سبيل المثال «كيف نجعل الشركة أكثر» انتعاشًا"". «كيف ينبغي أن يكون منتجنا الجديد في الولايات المتحدة؟»
من خلال التعاون، يمكن للشركات تجميع كل الأشخاص الأذكياء بالشركة لتبادل الأفكار، وتعزيز أفكار بعضهم البعض، وترقية أفضل الأفكار تلقائيًا (تحتاج لميكانيكية ترقية مؤتمتة في البرنامج لأن المشكلة ليست أنك لن تحصل على أفكار كافية ولكن المشكلة أنك ستحصل على الكثير جدًا وأنك لا تريد أن يقوم شخص بفلترتها كلها يدويًا).
تشمل البرامج الرائدة في هذا الشأن CogniStreamer وBrainbank وImaginatik وBrightIdea.

## أمثلة
كجزء من تبني برمجية الأعمال الاجتماعية، قررت العديد من الشركات استخدام تلك البوابة للسماح لموظفيها (من خلال الإنترانت) أو لعملائها (من خلال الإنترنت) بالتعاون في عملية توليد أفكار جديدة.
برمجية إدارة الأفكار هدفها الوحيد هو توليد أفكار جديدة ـ لمنتجات جديدة أو لتحسين عملية أو لصالح الموظفين أو لأي استخدام تعاوني آخر.
بالرغم من أنه ليس من الضروري أن تكون بنوك أفكار في حد ذاتها، من خلال السماح لأي أحد بالتحرير، فمواقع ويكي تسمح لمجموعة من الأشخاص بالعمل على المعلومات بشكل تعاوني. يمكن لهذه الكتابات التعاونية الاستمرار حتى يرضى الجميع عن المقال أو عن الجزء المكتوب، ولكن عادة لا تستمر المساهمات كلما أضاف الزائرون معلومات، وقاموا بتحسين ما هو موجود بالفعل، وأزالوا أي معلومات غير صحيحة أو ليست ذات صلة.
هافبيكري مثال لبنك أفكار أقل جدية. حيث يقدم المستخدمون الأفكار، بمزاح عادة، والتي يتم التعليق عليها بعد ذلك، بمزاح عادة، من خلال مستخدمين آخرين.
بنك الأفكار العالمي هو النقيض للهافبيكري، حيث يتم اقتراح الأفكار بجدية، وتنفيذها بالفعل في بعض الحالات. فقد بدأ كمجموعة من المخترعين في 1985 وأصبح منظمة كبيرة على مدى عدة سنوات حتى تم وضعه على الإنترنت باسمه الحالي في 1995.
بنك الأفكار فكرة في اليوم، الذي تم تأسيسه في لندن عام 2000، يعمل على تقديم أفكار أصلية من جميع أنحاء العالم ويحررها وينشر واحدة كمثال كل يوم. قام ويلي بإصدار كتاب، كتاب الأفكار الكبير، الذي يضم 500 فكرة من أفضل الأفكار في عام 2003.

## وصلات خارجية
- Taylor, William C. (26 مارس 2006). "Here's an Idea: Let Everyone Have Ideas". نيويورك تايمز. مؤرشف من الأصل في 2019-12-14. اطلع عليه بتاريخ 2007-12-27.
- Ideas Banks على مشروع الدليل المفتوح